# Heteracanthocephalidae
Heteracanthocephalidae is een familie in de taxonomische indeling van de haakwormen, ongewervelde en parasitaire wormen die meestal 1 tot 2 cm lang worden. Heteracanthocephalidae werd in 1956 beschreven door Petrochenko.